# Várnai Péter (római katolikus pap)
Várnai Péter (Budapest, 1958. július 30. –) római katolikus pap, címzetes prépost.

## Fiatalkora
Felsőfokú tanulmányai során 1979-ben építész diplomát szerzett az Ybl Miklós Építőipari Műszaki Főiskolán, majd 1984-ben gazdasági szervező diplomát. 1989-ig építészként dolgozott. Nevéhez kötődik az óbudai Aquincum Hotel építése. 
1986-tól A Hittudományai Akadémia Levelező Tagozatán teológiát hallgatott, majd szeminarista Esztergomban és Budapesten. 1994-ben Paskai László bíboros pappá szentelte.

## Egyházi tevékenysége
1994-1997 között káplán Szentendrén, majd 1997-től egyetemi lelkész a Pázmány Péter Katolikus Egyetemen. 2006-2016 között a XIII. kerületi Árpád-házi Szent Margit Plébánia plébánosa. Ifjúsági referens 1997-2008 között, helyettes esperes 2007 és 2011 között. Esperes a Pesti-Északi Espereskerületben 2011-től 2016-ig. 2008-ban címzetes préposttá nevezték ki.
Papi hivatása mellett a Mária Rádió műsorszerkesztője is volt, egyetemi óraadóként is tevékenykedett, illetve a Katolikus Ifjúsági Mozgalom alapító- és a Regnum Marianum közösség tagja.

## Művei
- Szabadnak születtünk; Szent Gellért kiadó, Bp., 2018
- Megváltottál már-Keresztúti imák és elmélkedések; Új Ember Kiadó, Bp., 2014
- Meglátogatta népét az Úr – Elmélkedések advent minden napjára; Szent Gellért Kiadó és Nyomda, Bp.
- Jegyesek vagyunk – házasok leszünk; Szent Gellért Kiadó és Nyomda, Bp.
- Krisztus inge – történelmi színmű, melyből Eperjes Károly vezetésével elkészült a Magyar Passió című filmdráma 2021-ben.[1]
- A Kárpát-medence templomait ábrázoló tollrajzaiból és akvarelljeiből már több alkalommal rendeztek kiállítást.[2]

## Díjai, elismerései
Lelkipásztori tevékenységét 2011-ben Magyar Köztársasági Arany Érdemkereszt kitüntetéssel jutalmazták. 2017-ben Mindszenty-emlékplakettet kapott.